# 東京の人さようなら
『東京の人さようなら』（とうきょうのひとさようなら）は、1956年（昭和31年）に公開された日本映画。製作、配給は東宝。モノクロ、スタンダード。同時上映は『与太者と若旦那』。
島の娘と都会の青年との悲恋を描いた歌謡映画。

## キャスト
以下の役名、出演者名は東宝に従った。
- 島の娘・千代：島倉千代子
- 大野信一：山田真二
- 千代の父・源助：上田吉二郎
- 千代の母・なつ：本間文子
- 信一の母・のぶ子：東郷晴子
- 信一の妹・敏子：八島恵子
- 親戚の娘・幸子：香川悠子
- 元村竜吉：大山健二
- 元村かね：三田照子
- 元村良吉：伊東隆
- 船員・甚太郎：石原忠
- 巡査・大崎：佐田豊
- アンコお咲：河美智子
- 千代の叔父・泰造：河崎堅男
- 監視人：榊田敬二

## スタッフ
- 製作：竹井諒[3]
- 音楽：竹岡信幸[3]
- 撮影：芦田勇[3]
- 美術：小川一男[3]
- 録音：長岡憲治[3]
- 照明：猪原一郎[3]
- 脚本・監督：本多猪四郎[3]
- 主題歌：「東京の人さようなら」[3]（作詞：石本美由起、作曲：竹岡信幸、歌唱：島倉千代子）